# 放鶴亭 (杭州市)

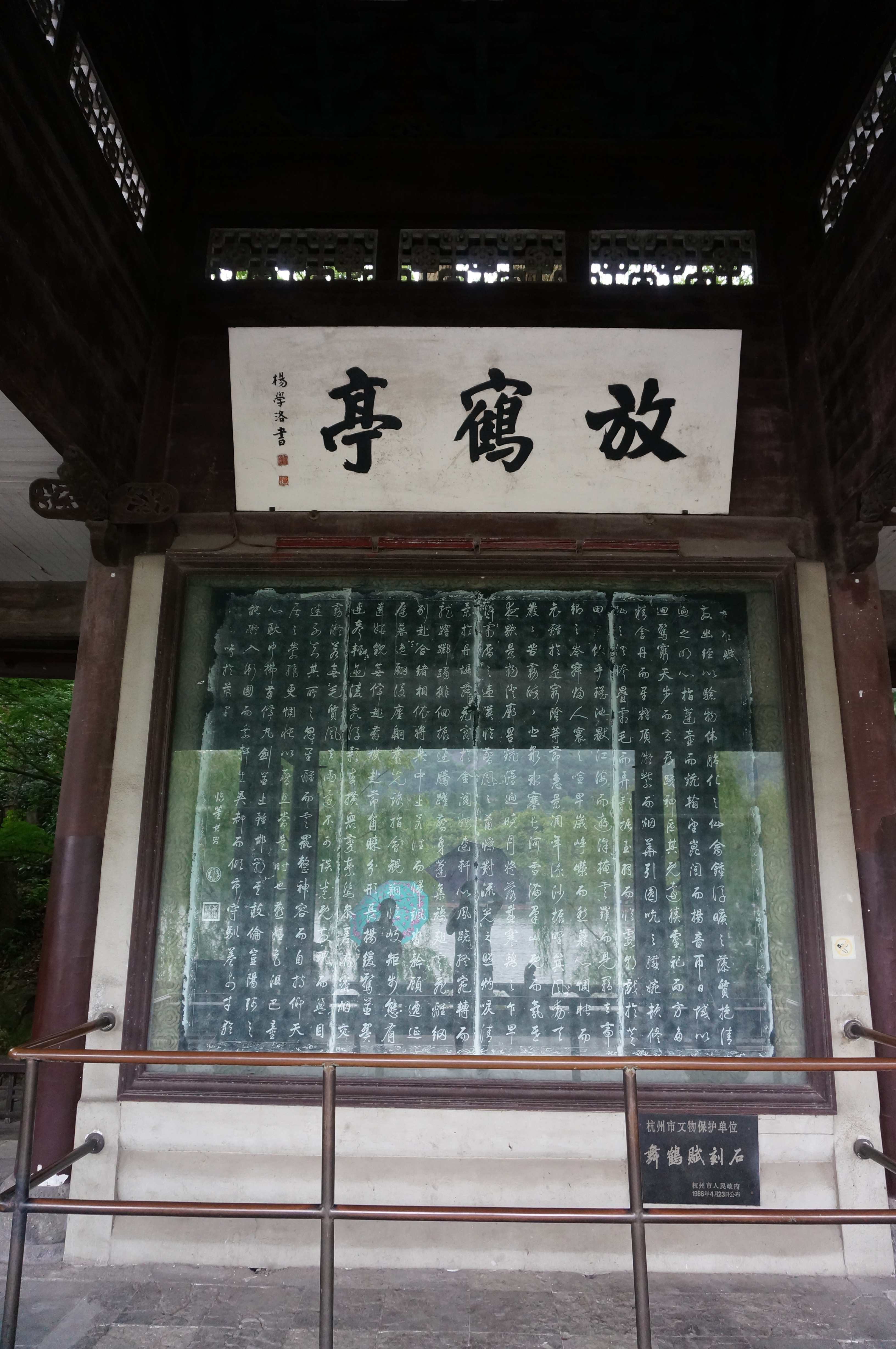
『舞鶴賦』の碑

放鶴亭（ほうかくてい）は、中華人民共和国浙江省杭州市西湖区西湖孤山にある亭。現亭は1915年の所建である。

## 歴史
北宋の詩人林逋、字は君復。処士として一生仕官せず、江淮（現在の江蘇省・安徽省）を放浪し、後に杭州へ帰り、西湖の孤山に庵を結び、妻をめとらず、梅の花と鶴とを伴ふ。人呼んでこれを「梅妻鶴子」（梅の妻、鶴の子）といふ。後世に亭を建て記念にした。亭の後は林逋の墓。
放鶴亭は元の至元年間の余謙により創建された。地元の陳子安は孤山で飛鶴を放す。明の嘉靖年間、王釴は放鶴亭を再建した。「放鶴亭」と改称。
1986年4月、杭州市人民政府は放鶴亭を杭州市文物保護単位に認定した。

## 文物
亭内に刻まれた『舞鶴賦』の碑は南北朝時代の鮑照の作で、碑文は清の康熙帝が董其昌の書体を真似て書いたものである。

## 文学
清の徐留の詩に云く：澹澹両峰雲、溶溶一湖水。但見遺空亭、不見鶴来止。清風拂寒梅、苔蘚迷故址。吁嗟林下人、幽懐曷能已。
清の陳灝の詩に曰く：鶴与人倶杳、白雲空自悠。孤亭凡幾易、一去竟千秋。鴻爪認何処、梅花仍隴頭。待君有華表、何日再来遊。